# マッサフラ
マッサフラ（イタリア語: Massafra）は、イタリア共和国プッリャ州ターラント県にある、人口約3万3000人の基礎自治体（コムーネ）。
県内では、県都ターラント、マルティーナ・フランカに次ぎ、グロッターリエとほぼ同規模のコムーネ人口を有する（2013年1月の統計では第3位）。

## 地理

### 位置・広がり
ターラント県中部のコムーネ。県都ターラントから北西へ約18km、マテーラから東南東へ約44km、州都バーリから南南東へ約62kmの距離にある。

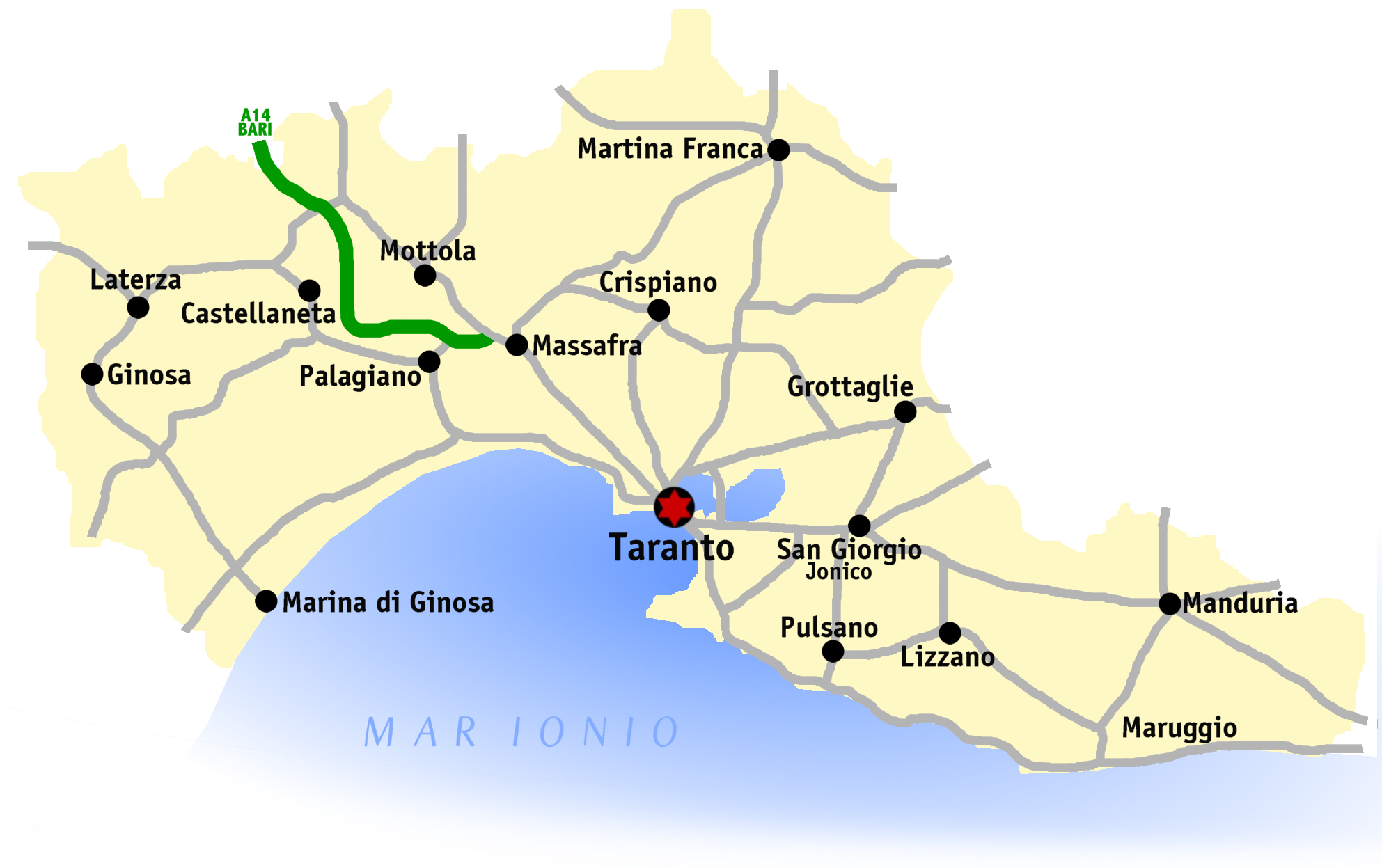
ターラント県概略図

#### 隣接コムーネ
隣接するコムーネは以下の通り。
- マルティーナ・フランカ - 北東
- クリスピアーノ - 東
- スタッテ - 東
- ターラント - 南東
- パラジャーノ - 西
- モットラ - 北西

## 歴史
仮説のひとつによれば、マッサフラは5世紀に、ヴァンダル族の侵入によってアフリカを追われたローマ人によって建設されたという。
都市の名が史料に登場するのは10世紀以後のことで、ロンバルド王国の代官（ガスタルド） (Gastald) の管轄地であった。ノルマン人が南イタリアを征服すると、マッサフラはロベルト・イル・グイスカルドの甥に与えられた。彼はマッサフラの城 (Castle of Massafra) を修築し、要塞化した。その後、タラント公国 (Principality of Taranto) の一部に含まれ、自由都市として1463年まで属していた。
この都市は1484年に Antonio Piscitello に与えられる。1497年にはフランス王シャルル8世の軍勢による略奪を受けた（イタリア戦争）。領主権はArtusio Pappacodaに譲られ、その一族は1世紀半にわたって当地を所有した。

## 行政

### 分離集落
マッサフラには、以下の分離集落（フラツィオーネ）がある。
- Cernera, Chiatona, Citignano, Marina di Ferrara, Masseria Canonico, Masseria Famosa, Masseria Ginestra, Masseria Piccoli, Masseria Pizziferro, Masseria San Sergio, Parco di Guerra, Quartiere Belvedere

## 文化・観光
新石器時代から中世盛期にかけての洞窟住居がある。